# Charles P. de Saint-Aignan
| (8371) Goven           | 2. Oktober 1991 |
| (8710) Hawley          | 15. Mai 1994    |
| (12306) Pebronstein    | 7. Oktober 1991 |
| (12373) Lancearmstrong | 15. Mai 1994    |
| (12374) Rakhat         | 15. Mai 1994    |
| (16553) 1991 TL14      | 7. Oktober 1991 |
| (20017) Alixcatherine  | 2. Oktober 1991 |
| (21083) 1991 TH14      | 2. Oktober 1991 |
| (39544) 1991 TN14      | 7. Oktober 1991 |
| (42493) 1991 TG14      | 2. Oktober 1991 |
| (58295) 1994 JJ9       | 15. Mai 1994    |
| (100048) 1991 TE14     | 2. Oktober 1991 |

Charles P. de Saint-Aignan (* 1977 in Paris) ist ein französischstämmiger US-amerikanischer Informatiker, Astronom und Asteroidenentdecker.
Er ist Absolvent der Brown University in Providence im US-Bundesstaat Rhode Island und Mitarbeiter am Watson-Projekt der IBM.
Während einer Zusammenarbeit mit Edward L. G. Bowell vom Lowell-Observatorium entdeckte er zwischen 1991 und 1994 am Palomar-Observatorium insgesamt zwölf Asteroiden.
Der Asteroid (5995) Saint-Aignan wurde nach ihm benannt.